# Vati macht Dummheiten
Vati macht Dummheiten ist ein deutscher Spielfilm aus dem Jahre 1953 von Johannes Häussler mit den drei Altstars Otto Gebühr, Camilla Horn und Herbert Hübner in den Hauptrollen.

## Handlung
Der 13-jährige Wolfgang Kirchner hat eine allein erziehende Mutter, die es nicht leicht hat im Leben und nur mühsam über die Runden kommt. Um ihr finanziell ein wenig unter die Arme zu greifen, hilft ihr der Junge nebenher bei Zeitungsaustragen. Eines Tages beobachtet er ein Mädchen, das zu ertrinken droht. Wolfgang greift mutig ein und rettet die nahezu Gleichaltrige. Lotte, genannt „Lottchen“, Ewers ist die Tochter eines wohlhabenden Fabrikanten, der wie Frau Kirchner alleinstehend ist. Beide Heranwachsende beginnen sich zu verbünden, als Lottchen Wolfgang mitteilt, dass eine fein tuende Dame um ihren Vater herumscharwenzelt, die der Tochter nicht ganz geheuer ist. Lotte und Wolfgang finden bei ihren Beobachtungen heraus, dass jene angebliche Baronin von Baran einem Gaunerpärchen angehört, die es auf Herrn Ewers’ gut gefülltes Bankkonto abgesehen hat.
Der alte Ewers scheint den Verlockungen dieser Frau zu erliegen, und Lottchen stellt titelgerecht fest: Vati macht Dummheiten. Um dies zu verhindern, suchen die Halbwüchsigen Beweise, die sie der Polizei vorlegen können. Tatsächlich können die Betrüger dingfest gemacht werden. Danach wendet sich alles zum Guten, als Herr Ewers und Frau Kirchner sich näher kennen lernen und Gefallen aneinander finden. Zur Belohnung für seinen mutigen Einsatz darf Wolfgang, unterstützt mit Rat und Tat vom alten Hannsen, eines ehemaligen Autorennfahrers, an einem Seifenkistenrennen teilnehmen und gewinnt prompt den ersten Platz. Noch viel glücklicher aber macht ihn die Tatsache, dass Herr Ewers um die Hand von seiner Mutter anhält.

## Produktionsnotizen
Vati macht Dummheiten entstand 1953 in Berlin-Gatow und bei den Berliner Seifenkistenrennen 1953 und wurde am 2. Dezember 1953 in Stuttgart uraufgeführt. Die Berliner Premiere war am 13. April 1954.
Kurt Moos hatte die Produktionsleitung, Hans Luigi entwarf die Filmbauten.

## Wissenswertes
Regisseur Johannes Häussler (Jahrgang 1902) legte mit Vati macht Dummheiten seine einzige Spielfilmregie vor. Im Dritten Reich war er vor allem mit regimetreuen „Dokumentationen“ aufgefallen.

## Kritik
Im Lexikon des Internationalen Films heißt es knapp: „Läppisch und ärmlich gestaltete Unterhaltung.“